# گلن دبلیو موست
گلن دبلیو موست (انگلیسی: Glenn W. Most؛ زادهٔ ۱۲ ژوئن ۱۹۵۲) استاد دانشگاه اهل ایالات متحده آمریکا و از دانش‌آموختگان دانشگاه هاروارد است.

## زندگی
از سال ۱۹۶۸ در دانشگاه هاروارد تحصیل کرده و لیسانس خود را دریافت کرد. وی سپس دوره کارشناسی ارشد را در کالج Corpus Christi دانشگاه آکسفورد گذراند و دو سال بعد، او دکترایش را گرفت. از سال ۲۰۰۱، او به عنوان استاد یونان باستان در Scuola Normale در پیزا مشغول تدریس است.